# Petrovice (Jablonné v Podještědí)

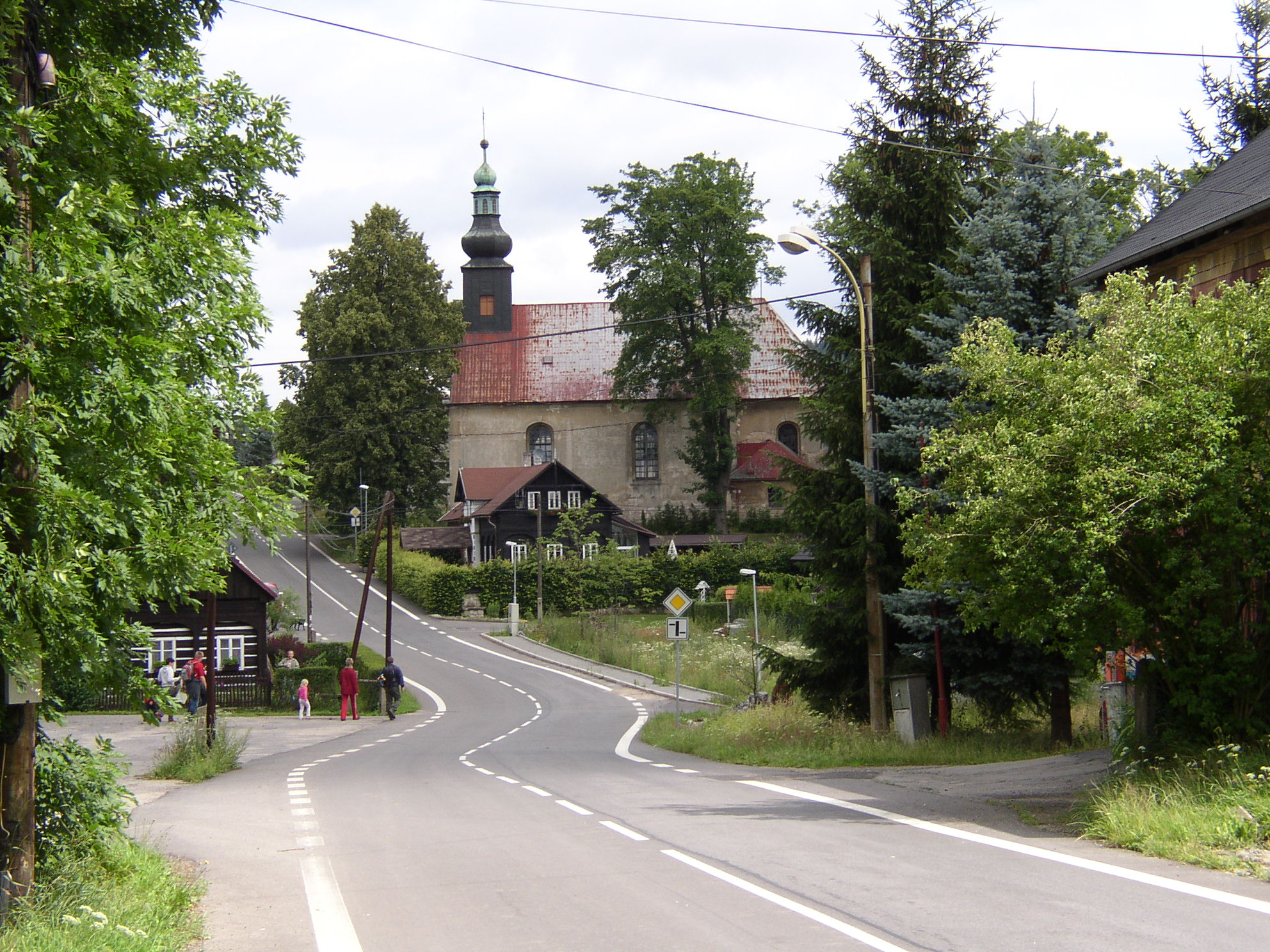
Petrovice, Straße nach Lückendorf

Petrovice (deutsch Petersdorf) ist ein Ortsteil von Jablonné v Podještědí (Deutsch Gabel) im Liberecký kraj (Tschechische Republik). Das Dorf liegt im Lausitzer Gebirge.

## Lage und Umgebung
Petrovice befindet sich etwa 5 km nördlich von Jablonné v Podještědí und 3 km südlich von Lückendorf in einem breiten und flach nach Süden abfallenden Tal. Hausberg ist der 592 Meter hohe Sokol (deutsch Falkenberg) westlich der Ortschaft.
Durch den Ort führt die Bezirksstraße II/270. Diese Straße endet an der Grenze zu Deutschland, die hier seit Dezember 2007 von Kraftfahrzeugen bis 3,5 t sowie Bussen befahren werden kann. Sie führt als S132 über Lückendorf nach Zittau.

## Geschichte
Petrovice entstand an einer alten Handelsstraße von Zittau nach Böhmen. Die Siedlung wurde 1391 erstmals urkundlich erwähnt. Der Fund einer antiken römischen Münze im benachbarten Kněžice aus dem Jahr 258 lässt vermuten, dass die Siedlung wesentlich älter ist. Von den Hussiten wurde Petrovice vollständig gebrandschatzt, im Siebenjährigen Krieg mehrfach geplündert.
Die Bewohner von Petrovice waren anfangs Bauern und Waldarbeiter, ab dem 17. Jahrhundert setzte sich immer mehr die häusliche Leinen- und Garnweberei durch.
Die ursprünglich deutsche Bevölkerung wurde im Ergebnis des Zweiten Weltkriegs und der folgenden Beneš-Dekrete zwischen 1945 und 1946 vertrieben. Das Dorf verfiel aufgrund des Leerstands der Gebäude, einige wurden abgerissen. Heute hat Petrovice wenige ständige Bewohner, viele Gebäude dienen als Wochenendhäuser. Am 1. Januar 1981 wurde Petrovice ein Ortsteil von Jablonné v Podještědí. 1991 hatte der Ort 156 Einwohner. Im Jahre 2001 bestand das Dorf aus 62 Wohnhäusern, in denen 154 Menschen lebten.

## Sehenswürdigkeiten
- spätbarocke Kirche der Heiligen Dreifaltigkeit
- barockes Glockenhaus aus dem 18. Jahrhundert am südlichen Dorfende
- Sokol  (deutsch Falkenberg) mit Resten der Burg Starý Falkenburk (Alte Falkenburg)
- Hochwald, zweithöchster Berg des Zittauer Gebirges, Aufstieg über Forsthaus Nr. 6 (Na Šestce)